# Tomáš Krbeček
Tomáš Krbeček (* 27. října 1985, Cheb) je bývalý český fotbalový útočník nebo záložník.

## Klubová kariéra
S fotbalem začínal v týmu Agro Cheb, postupně prošel Zlínem a Teplicemi, ligu si však zahrál až v dresu FC Viktoria Plzeň a také v dresu FC Slovan Liberec. Po skončení libereckého angažmá odešel na hostování do Ústí nad Labem, po sezoně se však přesunul do slovenského mužstva MFK Ružomberok, kde na podzim v sezoně 2011/12 působil. Na Slovensku se mu ovšem příliš nedařilo a tak na jaře odešel hostovat do Příbrami, kam po sezoně přestoupil. Zde pokračuje i v sezoně 2012/2013, ale přesunul se z hrotu útoku na střed zálohy. Hned ve své první ligové sezoně v České republice ukázal svou kvalitu a vstřelil 9 ligových gólů. Stal se tak nejlepším střelcem Plzně v ročníku 2006/07. To mu dopomohlo k premiérové nominaci do reprezentace U21 – rovnou na Mistrovství Evropy.

## Reprezentace
S českou reprezentací do 21 let se zúčastnil Mistrovství Evropy v roce 2007 v Nizozemsku, kde ČR skončila po zápasech s Anglií (0:0), Srbskem (prohra 0:1) a Itálií (prohra 1:3) se ziskem 1 bodu na poslední čtvrté příčce základní skupiny B. Nastoupil v utkání s Itálií, byl to zároveň jeho jediný start za reprezentaci do 21 let.